# وحوش مسعى التنين: المهرج 3
وحوش مسعى التنين: المهرج 3 (ドラゴンクエストモンスターズ ジョーカー3 دوراغون كويستو مونستازو جوكا سوري) هي لعبة فيديو تقمص الأدوار طورتها سكوير إنكس و‌توسي ونشرتها سكوير إنكس لمنصة نينتندو 3دي إس. هي التتمة للعبة وحوش مسعى التنين: المهرج 2 واللعبة السادسة من سلسلة وحوش مسعى التنين. أُصدرت في اليابان في 24 مارس 2016.

## وصلات خارجية
- (باليابانية)